# Tel Shalaf
Tel Shalaf (hebreiska: תל שלף) är en kulle i Israel.   Den ligger i distriktet Centrala distriktet, i den centrala delen av landet. Toppen på Tel Shalaf är 25 meter över havet.
Terrängen runt Tel Shalaf är platt. Runt Tel Shalaf är det mycket tätbefolkat, med 1 573 invånare per kvadratkilometer. Närmaste större samhälle är Ashdod, 15,7 km sydväst om Tel Shalaf. Runt Tel Shalaf är det i huvudsak tätbebyggt.